# Зимницкие Хутора

Зимни́цкие Хутора́ — деревня  в Куйбышевском районе Калужской области. Входит в состав сельского поселения «Село Бутчино». Население 0 (2010) человек

## История
Образована в начале XX века в ходе Столыпинской аграрной реформы. В списке населённых мест Калужской губернии, изд 1914 года, не указана. Изначально представляла собой группу отдельных хуторов, основанных "на отруба́х" выходцами из деревень Бутчинской волости, преимущественно из д. Зимницы. В ходе коллективизации хуторские жители были объединены в колхоз «Красный пахарь». В конце 1930-х годов хутора были ликвидированы, а дома свезены в общее место с образованием деревни.
На протяжении XX века, начиная с 1930-х годов, из деревни шёл интенсивный отток жителей. Последние оставшиеся дома сгорели в 2002 году в результате пала травы, после чего деревня фактически прекратила свое существование.

## Население
Согласно результатам как переписи 2002 года, так и переписи 2010 года в деревне отсутствовало постоянное население.
| 2002 | 2010 |
| ---- | ---- |
| 4    | ↘0   |